# بیگ‌فورک (مینه‌سوتا)
بیگ‌فورک، مینه‌سوتا (به انگلیسی: Bigfork, Minnesota) یک شهر در ایالات متحده آمریکا است که در مینه‌سوتا واقع شده‌است.

## خصوصیات
بیگ‌فورک ۴٫۶۶ کیلومترمربع مساحت و ۴۴۶ نفر جمعیت دارد و ۳۹۹ متر بالاتر از سطح دریا واقع شده‌است.